# ضفة سرانيلا
ضفة سيرانيلا ((بالإسبانية: Isla Serranilla, Banco Serranilla)‏ و Placer de la Serranilla)  عبارة عن شعاب مرجانية مغمورة جزئيًا بها جزر صغيرة غير مأهولة في غرب البحر الكاريبي. تقع على بعد حوالي 350 كيلومتر (220 ميل) شمال شرق بونتا جوردا، نيكاراغوا، وحوالي 280 كيلومتر (170 ميل) جنوب غرب جامايكا. أقرب ميزة أرض مجاورة هي Bajo Nuevo Bank، التي تقع 110 كيلومتر (68 ميل) إلى الشرق.
تم عرض ضفة سرانيلا لأول مرة على الخرائط الإسبانية عام 1510. تدار من قبل كولومبيا كجزء من مقاطعة سان أندريس وبروفيدنسيا.  تخضع الشعاب المرجانية للنزاع على السيادة بين كولومبيا وهندوراس والولايات المتحدة. في عام 2012، فيما يتعلق بمطالبات نيكاراغوا بالجزر، أيدت محكمة العدل الدولية (ICJ) سيادة كولومبيا على الضفة.

## جغرافية
ضفة سرانيلا هو جزيرة مرجانية سابقة، وهو الآن عبارة عن منصة كربونية مغمورة في الغالب تتكون من بيئات شعاب ضحلة. فهو يقع في حوالي 40 كم في الطول و 32 كيلو متر في العرض، وتغطي مساحة تزيد عن 1200 كيلومتر كم 2، بالكامل تقريبًا تحت الماء. تظهر ثلاث جزر صغيرة وصخرتان فوق الماء لتشكيل جزر الضفة. هذه هي West Breaker و Middle Cay و East Cay و Beacon Cay و Northeast Breaker. وهي قاحلة إلى حد كبير مع نباتات قليلة الشجيرات وبعض الأشجار. تقع العديد من حطام السفن في المنطقة المجاورة لها. يفتقر الضفة إلى الشعاب المرجانية ولديه غطاء ضئيل من الرواسب. تراكم الضفة لا يتماشى مع ارتفاع مستوى سطح البحر. الجزء الجنوبي الشرقي مغطى بشكل أساسي بالأراضي الصلبة، بينما يتم تغطية الجزء المتبقي من الضفة برواسب هاليميدا الرقيقة.
بيكون كاي هي أكبر جزيرة في الضفة. إنها مليئة بالمرافق العسكرية الصغيرة، والتي تضم حامية صغيرة دوارة من أفراد البحرية الكولومبية. توجد منارة على حافة مرجانية في المدخل الجنوبي الغربي من الضفة. إنه 33 م (108 قدم) برج هيكلي طويل تم بناؤه فوق سكن طاقم مكون من 3 طوابق. يُصدر المصباح شعاعًا ضوئيًا مستويًا بؤريًا كوميضين أبيضين كل 20 ثانية. أقيمت المنارة الحالية لأول مرة في عام 1982،  وأعيد بناؤها في مايو 2008 من قبل وزارة الدفاع الكولومبية. يتم الحفاظ عليها حاليًا من قبل البحرية الكولومبية، وتشرف عليها السلطة البحرية للدولة.   

## تاريخ
عُرض ضفة سرانيلا لأول مرة على الخرائط الإسبانية في عام 1510 باسم Placer de la Serranilla. ذكرها لويس ميشيل أوري الذي تحطمت سفينته عليها عام 1820. في التاريخ اللاحق كان موضوع مطالبات متضاربة قدمها عدد من الدول ذات السيادة. في معظم الحالات، ينبع الخلاف من محاولات دولة لتوسيع منطقتها الاقتصادية الخالصة فوق البحار المحيطة.
بين عامي 1982 و 1986، حافظت كولومبيا على اتفاقية رسمية مع جامايكا منحت حقوق الصيد المنظمة للسفن الجامايكية داخل المياه الإقليمية لضفة سرانيلا وبنك Bajo Nuevo القريب.  في نوفمبر 1993، اتفقت الدولتان على معاهدة ترسيم الحدود البحرية لإنشاء «منطقة نظام مشترك» لإدارة واستغلال الموارد الحية وغير الحية في المياه المحددة بين الضفتين. ومع ذلك، فقد تم استبعاد المياه الإقليمية المحيطة بالجزر الصغيرة نفسها من منطقة السيطرة المشتركة، حيث تعتبر كولومبيا هذه المناطق جزءًا من مياهها الساحلية.  دخلت الاتفاقية حيز التنفيذ في مارس 1994. 
تطالب نيكاراغوا بجميع الجزر الموجودة على جرفها القاري،  وتغطي مساحة تزيد عن 50000 كم 2 في البحر الكاريبي، بما في ذلك بنك سيرانيلا وجميع الجزر المرتبطة بأرخبيل سان أندريس وبروفيدنسيا. وقد تابعت بإصرار هذه الدعوى ضد كولومبيا في محكمة العدل الدولية، حيث رفعت قضايا في كل من عامي 2001 و 2007. 
تم تقديم مطالبة الولايات المتحدة في 1879  و 1880 بموجب قانون جزر جوانو  بواسطة جيمس دبليو جينيت.  تم التخلي رسميًا عن معظم المطالبات التي قدمتها الولايات المتحدة بشأن جزر ذرق الطائر في هذه المنطقة في معاهدة مع كولومبيا، بتاريخ سبتمبر 1972. ولكن ما إذا كان ضفة سرانيلا مدرجًا في الاتفاقية أم لا، فهو محل نزاع - لا يوجد ذكر محدد للميزة في المعاهدة، ووفقًا للمادة 7 من المعاهدة المذكورة، تخضع لها فقط الأمور المذكورة على وجه التحديد في الوثيقة. وفقًا لسجلات أخرى، بالإضافة إلى الادعاءات المقدمة داخل محكمة العدل الدولية، تعترف الولايات المتحدة بأن كولومبيا تتمتع بدرجات متفاوتة من السيادة على بنك سيرانيلا من خلال معاهدة عام 1972، والتي دخلت حيز التنفيذ في سبتمبر 1981.   تعتبر الولايات المتحدة الشعاب المرجانية منطقة غير منظمة وغير مدمجة تابعة للولايات المتحدة.  
تطالب هندوراس بأن يكون ضفة سرانيلا جزءًا من أراضيها الوطنية في المادة 10 من دستورها. في عام 1986، وافقت على ترسيم الحدود البحرية مع كولومبيا الذي استثنى هندوراس من أي سيطرة على الضفة أو المياه المحيطة بها.   أثبت التصديق على هذه الحدود في 20 ديسمبر 1999  أنه مثير للجدل داخل هندوراس، لأنه ضمن اعتراف الدولة ضمنيًا بسيادة كولومبيا على الأراضي المطالب بها. نيكاراغوا، التي لم تحسم حدودها البحرية مع هندوراس أو كولومبيا، عارضت حق هندوراس القانوني في تسليم هذه المناطق إلى محكمة العدل الدولية.   على الرغم من الاتفاق مع كولومبيا، إلا أن حكومة هندوراس لم تتخلى رسميًا عن المطالبة الواردة في الدستور.

## حيوانات بارزة
في عام 1952، كان ضفة سرانيلا موقع آخر مشاهدة لفقمة الراهب الكاريبي المنقرضة الآن.

## أنظر أيضا
- أليس شول
- قائمة مطالبات جزيرة Guano
- روزاليند بنك